# 2016年の出版
2016年の出版は、2016年の出版に関するできごとについてまとめた記事である。

## 1月
- 1月12日 - 『通信講座大事典』(リクルートライフスタイル)が休刊[1]。
- 1月20日 - 『月刊空手道』などを発行していた福昌堂、及び同社関連会社の福昌堂印刷が東京地裁から破産開始決定を受ける[2]。
- 1月27日 - テレビ情報誌『TVぴあ』(ウィルメディア)が休刊[3]。

## 2月
- 2月17日 - 情報誌『稼げる資格』(リクルートライフスタイル)が休刊[1]。
- 2月20日 - ゲイ雑誌『G-men』(メディレクト)が休刊[4]。
- 2月25日 - 情報誌クーリエ・ジャポン(講談社)が休刊[5]。

## 3月
- 3月15日 - 出版取次の太洋社が東京地裁へ破産を申請し、即日破産開始決定を受けた[6]。
- 3月25日 - 日本文芸社が健康コーポレーション（現RIZAPグループ）の子会社に。
- 3月25日 - エンタメ週刊誌『オリ☆スタ』(オリコン)が休刊。
- 3月26日 - イギリスの日刊紙『インディペンデント』が廃刊、電子版に完全移行[7]。
- 3月30日 - 将棋週刊紙『週刊将棋』(マイナビ出版/日本将棋連盟)が休刊[8]。
- 3月31日 - 朝日新聞と毎日新聞が山梨県内の夕刊を廃止[9]。

## 4月
- 4月1日 - 隔月刊雑誌『Cobalt』(集英社)が5月号で休刊[10]。
- 4月1日 - 『茨城県史研究』(茨城県立歴史館)が100号で休刊[11]。
- 4月25日 - 情報誌『ケイコとマナブ』(リクルートライフスタイル)が休刊、ウェブサイト『ケイコとマナブ.net』に一本化[1]。

## 5月
- 5月27日 - 小保方晴子と瀬戸内寂聴の対談が掲載された女性誌「婦人公論」(中央公論新社)6月14日号の増刷が発表された[12]。

## 6月
- 6月4日 - 『ポーの一族』の続編が掲載された少女マンガ誌「月刊フラワーズ」（小学館）7月号の重版と電子書籍の配信が発表された[13]。
- 6月7日 - 女性ファッション雑誌『SEDA』(日之出出版)が休刊[14]。
- 6月24日 - 男性誌『Gainer』(光文社)が休刊[15]。

## 7月
- 7月16日 - 海王社のブランド情報誌『ブランドバーゲン』が休刊。

## 8月
- 8月31日 - 四国地方で唯一住宅地図の出版を手がけていたセイコー社が業績低下、及び創業者である前社長の逝去などにより先行きが難しくなったとして事業を停止。破産手続きを弁護士に一任した[16]。

## 9月
- 9月17日 - 週刊少年ジャンプ（集英社）に1976年（昭和51年）から連載されていた、秋本治[17]作のギャグ漫画『こちら葛飾区亀有公園前派出所』が、この日発売の2016年42号掲載の第1960話を以て連載終了、40年にわたる歴史に幕を下ろした。これと同時に、同作の単行本も同日発売された第200巻で完結した[18]。
- 9月27日 - 月刊『サーフィンライフ』などを発行していたマリン企画が東京地裁から破産開始決定を受ける[19]。

## 10月
- 10月19日 - 洋楽雑誌『音楽専科』などを発行していた音楽専科社及び同社の関連会社で『月刊連合通信』などを発行していた連合通信社が東京地裁から破産開始決定を受ける[20]。

## 11月
- 11月2日 - 主に旅行やグルメ雑誌の出版、編集を手がけていたマガジントップが、社長の逝去などにより今後の事業継続が困難になったことを理由に東京地裁から破産開始決定を受ける[21]。
- 11月7日 - 小学館の30代向けの女性向けのファッション誌『AneCan』が休刊[22]。
- 11月26日 - 笠倉出版社のオートバイ雑誌チャンプロードが休刊
- 11月末 - 隔月刊雑誌『文学』(岩波書店)が休刊[23]。

## 12月
- 12月20日 - 主に韓流関係の雑誌や写真集を発行していたガム出版が日韓関係の悪化などにより業績が悪化。改善に努めたもののこの日で事業を停止して破産手続きを弁護士に一任[24]。その後2017年1月10日付で東京地裁から破産開始決定を受けた[25]。
- 12月23日 - ファッション誌「フルーツ（FRUiTS）」（ストリート編集室）が月刊発行を終了[26]。
- 12月26日 - 学習雑誌『小学二年生』（小学館）が休刊[27]。

* 特記した場合を除き、創刊、休刊・廃刊、復刊の日付は、それぞれ創刊号、最終号、復刊号の発売日である。